# U-83号潜艇 (1940年)
U-83号（德語：U 83）是纳粹德国战争海军建造的二十四艘VII-B型潜艇（或称U艇）之一。它由吕贝克的弗伦德尔船厂承建，于1940年12月9日下水，至1941年2月8日交付使用。第二次世界大战期间，该艇曾执行十一次巡逻作战，共击沉6艘、击伤2艘同盟国或中立国舰船，累积总吨位为17,857吨。1943年3月4日，U-83号在卡塔赫纳东南的地中海遭英国哈德遜式轟炸機投掷的深水炸弹击沉，艇内50名官兵全数阵亡。

## 设计
由于原有VII-A型潜艇的燃料容量有限而导致航程不足，战争海军于1936年又设计建造了24艘VII-B型潜艇作为改进版。为了提高操纵性和转向性能，他们在两副螺旋桨后部设计了两片舵，并增大舵面面积。VII-B型艇的内部空间更大，因此可在外部鞍状水舱内多装载33吨燃油。这种燃料舱是“自动加注”的——当柴油不断被消耗时，海水也不断进入该水舱以补偿浮力。艇艏和艇艉还设有纵倾平衡水舱，通过调整两端水量来防止潜艇在水下可能产生的纵倾和横摇。作为VII-B型艇，U-83号的全长增加了两米，达到66.50米，舷宽6.20米、高9.5米，并有4.74米的吃水深度，水上和水下排水量分别为753吨和857吨。该艇采用双轴设计，具有两副直径为1.23米的三叶螺旋桨。动力由两台日耳曼尼亚生产的F46型六缸四冲程1,400匹公制馬力（1,000千瓦特）涡轮增压柴油机用于水面运行，以及两台AEG提供的GU 460/8-276型375匹公制馬力（280千瓦特）双作用电动发电机用于水下航行；水面最高航速17.9節（33.2每小時），水下8節（15每小時）；能够在水面以10節（19每小時）航速续航8,700海里（16,100），或以4節（7.4每小時）连续在水下航行90海里（170）而无需充电。
武器装备方面，U-83号不同于其它VII-B型艇，仅装备有四具内置式的艇艏鱼雷发射管，因此只能携带12枚而非14枚G7型鱼雷或最多26枚TMA型水雷（TMB型则为39枚）。此外，该艇还搭载有一门配备220发弹药的88毫米35式速射炮以及一门配备1,195发弹药20毫米30式高射炮作为甲板炮。其标准船员编制为4名军官及40－56名水兵。

## 历史
1938年6月9日，海军造舰局根据《英德海军协定》的要求，正式将五艘VII-B型潜艇（U-83至U-87号）的建造合同发包予吕贝克的弗伦德尔船厂。其中U-83号于次年10月5日开始铺设龙骨，建造序列为291。经过十四个月的建造，它于1940年12月9日下水，至1941年2月8日在首度担任艇长的海军中尉汉斯-维尔纳·克劳斯的指挥下交付使用。完成海试后，该艇加入第1潜艇区舰队，先是在基尔进行战备训练，然后于1941年7月移驻德占法国的布雷斯特基地担任前线艇。U-83号于1942年1月1日转战地中海，先是换编至驻希腊萨拉米斯的第23潜艇区舰队服役，然后自1942年5月1日起又转配至驻意大利拉斯佩齐亚的第29潜艇区舰队，直到1943年3月4日被击沉。与当时大多数德国U艇一样，U-83号在瞭望塔上漆有一个专属的艇徽：一艘带有随风飘动条纹帆的维京船。这也是纳粹德国空军第100战斗机联队所使用的标识。
第二次世界大战期间，U-83号曾执行过十一次巡逻和三次狼群作战，共击沉6艘、击伤2艘同盟国或中立国舰船，累积总吨位为17,857吨。

### 作战巡逻
克劳斯指挥了U-83号的前八次巡逻。1941年7月26日05:00，该艇离开基尔执行首次巡逻，并在横渡波罗的海和经停克里斯蒂安桑进行补给后，前往北海海峡以西和爱尔兰岛西南部的北大西洋游弋。从8月28日至9月2日以及9月2日至7日，它曾先后加入“博泽穆勒”和“狼鳚”狼群作战，试图以集群方式袭击盟军护航船队，但一无所获。经过为期四十六天、全程约7,800海里（14,400）的航行后，U-83号于9月9日10:45抵达德占法国的布雷斯特，沿途没有任何舰船被击沉或击伤。
U-83号的第二次巡逻于9月28日11:00从布雷斯特启程，前往直布罗陀以西和斯帕特尔角附近的北大西洋游弋，并自10月2日起加入“布雷斯劳”狼群，至10月31日16:30返抵布雷斯劳。在这次为期三十四天、全程约6,000海里（11,000）的航行期间，克劳斯共击沉1艘、击伤1艘舰船。首个受害者是无护航且中立的葡萄牙货船皇庭号（Corte Real），它于10月12日14:00在里斯本以西约80海里（150）处被U-83号截停检查。由于大部分货物都是运往加拿大和澳大利亚的违禁品，因此克劳斯命令船员和乘客（包括妇孺）分乘三艘救生艇弃船。潜艇随即用甲板炮开火，点燃了该船，最终于16:54发射两枚鱼雷将其击沉。当注意到其中一艘救生艇进水时，德国人便把艇上人员转移至另外两艘救生艇，并拖着他们向海岸航行了近三小时。救生艇后来在里斯本附近上岸。10月21日，U-83号在直布罗陀附近向一支英国特遣部队（包括老旧的航空母舰鹰号和百眼巨人号）发射了一系列鱼雷；克劳斯报称有一艘驱逐舰被击沉，但实际上并未命中。10月26日03:54，U-83号又向HG-75号护航船队发射了三枚鱼雷，并在4分28秒到5分钟的鱼雷运行时间内，观察到三次爆炸和火柱。但事实上，只有英国战斗机弹射船阿里瓜尼号被一枚鱼雷击中。该船先是被遗弃，后由英国军方人员重新登船，并将其拖抵直布罗陀。
1941年12月11日12:45，克劳斯率U-83号离开布雷斯特移驻萨拉米斯，并于12月18日成功穿越严密设防的直布罗陀海峡后在地中海东部游弋。23日，该艇在墨西拿补充了燃料和补给，随即继续巡逻。然而，它于28日遭到一支护航舰队的攻击而严重受损，被迫终止行动。经过历时十九天、航行了约3,253海里（6,025）后，U-83号于12月30日抵达萨拉米斯。它稍后被转移到比雷埃夫斯，从1942年1月18日至2月4日在当地的造船厂进行维修。
在接下来的两次巡逻中，U-83号都是前往地中海东部和非洲沿岸游弋，但仅在3月17日的第五次巡逻期间才有所斩获：23:03，克劳斯在托布鲁克东北约45海里（83）处向AT-34号护航船队的一艘轮船发射三枚鱼雷，但没有击中。第四枚鱼雷则于23:17击中了英国货船克里斯塔号（Crista）右舷与主桅杆齐平的位置，并立即使船身起火。爆炸扯开一个30英尺（9.1）宽的孔洞，摧毁了船艛，但没有对轮机舱造成影响。船员们纷纷乘救生艇弃船而去，克里斯塔号则继续燃烧，第二天被英国鱼雷快艇MTB-266号寻获，并将其拖抵巴迪亚附近的塞卢姆湾扑灭火势。3月24日，U-83号与U-559号一起从萨拉米斯出发，经帕特雷和墨西拿于3月28日到达拉斯佩齐亚。他们在当地接受了奥斯塔公爵的检阅，克劳斯更获颁银制勇敢勋章。
第六次巡逻于5月4日17:00从拉斯佩齐亚启程，前往地中海东部游弋。但由于螺旋桨故障，U-83号被迫在5月6日临时停靠墨西拿，接受维修后才于7日重新出发。作为一项特殊任务，它本应参加德国和意大利军队在邦巴湾的登陆，但被提前撤回。经过为期二十六天、水面行程3,200海里（5,900）、水下行程794海里（1,470）的航行后，克劳斯于5月30日07:46驶入萨拉米斯，沿途没有任何舰船被击沉或击伤。
U-83号的下一项战功于第七次巡逻中取得，当时它自6月4日17:21离开萨拉米斯，在墨西拿接载一名政治宣传人员后前往地中海东部游弋，至6月20日07:30抵达拉斯佩齐亚。在这次为期十七天、水面3,000海里（5,600）、水下行程358海里（663）的航行中，克劳斯共击沉4艘舰船。首当其冲的是埃及货船赛义德号（Said），它于6月8日05:11受到U-83号的两枚鱼雷攻击，但均未击中。十九分钟后，潜艇浮出水面，在雅法西南约15海里（28）处用甲板炮发射了50发炮弹才击沉该船。当晚23:30分，克劳斯又对巴勒斯坦帆船以斯帖号（Esther）发动炮击，直到对方在赛达西北偏西约6海里（11）处被点燃后沉没。另一艘巴勒斯坦帆船台风号（Typhoon）则是次日11:15在赛达西北约4海里（7.4）处以同样的方式沉没。6月13日10:09，U-83号在拉姆金岛附近发现了英国Q船法鲁克号（HMS Farouk），并从9,000米外对其实施炮击。该船起初躲过了所有的炮弹，直到十五分钟后才被击中，并迅速在船舯部起火。计划中的“恐慌小组”假意乘救生艇弃船以诱使潜艇靠近，但克劳斯从未靠近到足以还击的程度，很快，余下的船员不得不登上第二艘救生艇弃船，法鲁克号于11:50沉没。6月15日23:00，U-83号还在托布鲁克以北约60海里（110）处从一架漂流中的Do 24水上偵察機（隶属第7海空救援中队）上救出全部6名机组人员和1名战斗机飞行员。后者是一架Bf 109戰鬥機（隶属第53战斗机联队第7中队）的飞行员海因里希·黑塞中尉，他在早前的空战中被击落，尝试重新起飞后又坠毁，随后被水上飞机救起。
8月6日17:05，U-83号在克劳斯的指挥下从拉斯佩齐亚出发执行第八次巡逻，在墨西拿补充燃料和水并进行小修后，前往塞得港附近的地中海东部航行。8月17日14:08，由空中护航的一支小型船队遭到U-83号的四枚鱼雷攻击，队内的加拿大运兵船玛格丽特公主号（Princess Marguerite）被其中两枚击中，在塞得港西北部起火燃烧并沉没。这也是该艇取得的最后一项战功。经过十五天的航行，克劳斯于8月20日23:30驶入萨拉米斯，十一天后再与U-565号一起经帕特雷和墨西拿返回拉斯佩齐亚，至9月4日抵达。

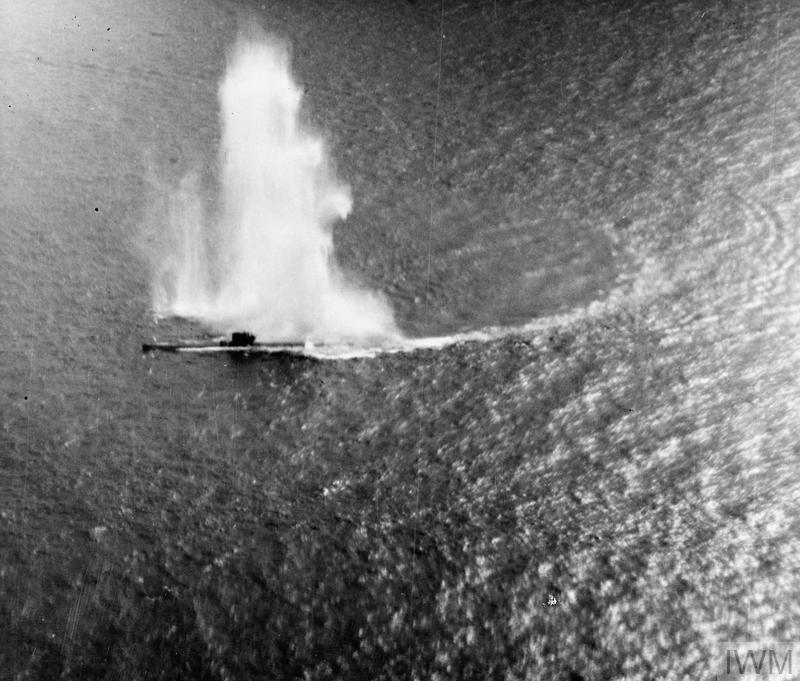
U-83号被英国飞机投掷的三枚深水炸弹击沉

海军中尉乌尔里希·韦里斯霍费尔于10月16日接替克劳斯担任艇长，它指挥了U-83号余下的三次巡逻，主要是去往阿尔及尔对开的地中海西部游弋，但未能再有所建树。1943年3月4日，即第十一次巡逻期间，英国皇家空军第500中队的一架哈德遜式轟炸機在奥兰东北约150（81海里）处发现了该艇。飞行员G·贾基莫夫用三枚100磅（45）重的炸弹发起攻击，但没有造成任何效果。在第二轮攻击，贾基莫夫利用机载武器进行射击，并在浪尖上方仅10米的高度投下三枚设定了深度的深水炸弹。它们在U-83号附近爆炸。哈德遜的机组人员报告称，潜艇已经开始平稳下沉，大约有15名德国人漂浮在水中。他们还观察到至少25具尸体在巨大的气泡和浮油中浮出水面。贾基莫夫试图为幸存者投下两艘橡皮艇，但后者却在接触水面时爆破并沉没。潜艇和船员也消失无踪。通过对恩尼格玛密码机的解密，英国海军部证实了这起不寻常的击沉事件。U-83号的沉没地点大致位于卡塔赫纳东南方向的37°10′N 00°05′E / 37.167°N 0.083°E、即编号为CH-8153的海军网格处，艇内50名官兵全数阵亡。

## 袭击历史摘要
| 日期           | 船名           | 船籍         | 吨位  | 结局 |
| -------------- | -------------- | ------------ | ----- | ---- |
| 1941年10月12日 | 皇庭号         | 葡萄牙       | 2,044 | 击沉 |
| 1941年10月26日 | 阿里瓜尼号     | 英國皇家海軍 | 6,746 | 击伤 |
| 1942年3月17日  | 克里斯塔号     | 英国         | 2,590 | 击伤 |
| 1942年6月8日   | 以斯帖号       | 巴勒斯坦     | 100   | 击沉 |
| 1942年6月8日   | 赛义德号       | 埃及         | 231   | 击沉 |
| 1942年6月9日   | 台风号         | 巴勒斯坦     | 175   | 击沉 |
| 1942年6月13日  | 法鲁克号       | 英國皇家海軍 | 96    | 击沉 |
| 1942年8月17日  | 玛格丽特公主号 | 加拿大       | 5,875 | 击沉 |

## 脚注
1. ↑  加洛普，第72頁.
2. ↑  威廉生，第10頁.
3. ↑  Gröner，第71頁.
4. ↑  Gröner，第74頁.
5. 1 2 3 4 5 6 7  . U-Boot-Archiv.   [2024-06-28].
6. 1 2  Helgason, Guðmundur. . German U-boats of WWII - uboat.net.   [2024-06-28]. （原始内容存档于2022-10-06）.
7. ↑  Högel，第52頁.
8. 1 2  Helgason, Guðmundur. . German U-boats of WWII - uboat.net.   [2024-06-28].
9. ↑  Helgason, Guðmundur. . German U-boats of WWII - uboat.net.   [2024-06-28]. （原始内容存档于2024-12-14）.
10. 1 2  Helgason, Guðmundur. . German U-boats of WWII - uboat.net.   [2024-06-28]. （原始内容存档于2024-12-14）.
11. ↑  Helgason, Guðmundur. . German U-boats of WWII - uboat.net.   [2024-06-28]. （原始内容存档于2021-01-18）.
12. ↑  Helgason, Guðmundur. . German U-boats of WWII - uboat.net.   [2024-06-28]. （原始内容存档于2021-02-26）.
13. ↑  Helgason, Guðmundur. . German U-boats of WWII - uboat.net.   [2024-06-28]. （原始内容存档于2024-12-14）.
14. ↑  Helgason, Guðmundur. . German U-boats of WWII - uboat.net.   [2024-06-28]. （原始内容存档于2020-12-05）.
15. ↑  Helgason, Guðmundur. . German U-boats of WWII - uboat.net.   [2024-06-28]. （原始内容存档于2021-01-18）.
16. ↑  Helgason, Guðmundur. . German U-boats of WWII - uboat.net.   [2024-06-28]. （原始内容存档于2021-01-19）.
17. ↑  Helgason, Guðmundur. . German U-boats of WWII - uboat.net.   [2024-06-28]. （原始内容存档于2021-01-19）.
18. ↑  Helgason, Guðmundur. . German U-boats of WWII - uboat.net.   [2024-06-28]. （原始内容存档于2021-01-23）.
19. ↑  Helgason, Guðmundur. . German U-boats of WWII - uboat.net.   [2024-06-28]. （原始内容存档于2024-12-14）.
20. ↑  Helgason, Guðmundur. . German U-boats of WWII - uboat.net.   [2024-06-28]. （原始内容存档于2021-01-19）.
21. ↑  Helgason, Guðmundur. . German U-boats of WWII - uboat.net.   [2024-06-28]. （原始内容存档于2021-02-27）.
22. ↑  Blair，第270–271頁.
23. ↑  Busch & Röll，第80頁.